# Caribbean Premier League 2023
Die Caribbean Premier League 2023 ist die elfte Saison dieser Twenty20-Cricket-Meisterschaft in den West Indies und findet vom 16. August bis zum 24. September 2023 statt. Im Finale konnte sich die Guyana Amazon Warriors gegen die Trinbago Knight Riders mit 9 Wickets durchsetzen.

## Spielorte
Die folgenden Stadien wurden für die Austragung des Wettbewerbs ausgewählt. Die Playoffs werden im Providence Stadium im guyanischen Georgetown ausgetragen.
| Heimstadion                  | Stadt         | Land                | Kapazität |
| ---------------------------- | ------------- | ------------------- | --------- |
| Kensington Oval              | Bridgetown    | Barbados            | 28.000    |
| Providence Stadium           | Georgetown    | Guyana              | 20.000    |
| Daren Sammy Cricket Ground   | Gros Islet    | St. Lucia           | 15.000    |
| Warner Park Sporting Complex | Basseterre    | St. Kitts und Nevis | 08.000    |
| Queen’s Park Oval            | Port of Spain | Trinidad und Tobago | 20.000    |
| Brian Lara Stadium           | San Fernando  | Trinidad und Tobago | 15.000    |

## Format
In der Vorrunde bestritt jedes der sechs Teams gegen jedes andere jeweils zwei Spiele, die in fünf Austragungsorte stattfanden. Für einen Sieg gab es zwei Punkte, für ein Unentschieden oder No Result einen. Die vier Erstplatzierten der Gruppe qualifizierten sich für die Playoffs, die im Page-Playoff-System ausgetragen wurden.

## Kaderlisten
Die Mannschaften benannten die folgenden Kader:
| Twenty20 | Twenty20 | Twenty20 | Twenty20 | Twenty20 | Twenty20 |
| Barbados Royals | Guyana Amazon Warriors | Jamaica Tallawahs | St Kitts and Nevis Patriots | St Lucia Kings | Trinbago Knight Riders |
| --- | --- | --- | --- | --- | --- |
| - Rovman Powell (K) - Jason Holder - Kyle Mayers - Maheesh Theekshana - Qais Ahmed - Rassie van der Dussen - Laurie Evans - Alick Athanaze - Obed McCoy - Kevin Wickham - Roelof van der Merwe - Akeem Jordan - Rahkeem Cornwall - Donavon Ferreira - Justin Greaves - Joshua Bishop - Nyeem Young - Rivaldo Clarke - Ramon Simmonds | - Imran Tahir (K) - Shimron Hetmyer - Rahmanullah Gurbaz - Mohammad Haris - Odean Smith - Romario Shepherd - Azam Khan - Shai Hope - Saim Ayub - Gudakesh Motie - Dwaine Pretorius - Kevin Sinclair - Keemo Paul - Chandrapaul Hemraj - Ronsford Beaton - Kevlon Anderson - Matthew Nandu - Junior Sinclair | - Brandon King (K) - Imad Wasim - Fabian Allen - Alex Hales - Mohammad Amir - Naveen ul Haq - Chris Green - Ben Cutting - Jermaine Blackwood - Shamarh Brooks - Hayden Walsh Jr. - Raymon Reifer - Amir Jangoo - Steven Taylor - Shamar Springer - Nicholson Gordon - Kirk McKenzie - Joshua James | - Evin Lewis (K) - Tristan Stubbs - Andre Fletcher - Sherfane Rutherford - Dominic Drakes - Sheldon Cottrell - George Linde - Yannic Cariah - Oshane Thomas - Corbin Bosch - Dewald Brevis - Jyd Goolie - Izharulhaq Naveed - Kofi James - Joshua Da Silva - Ashmead Nedd - Johann Layne - Ambati Rayudu - Blessing Muzarabani | - Faf du Plessis (K) - Johnson Charles - Dasun Shanaka - Alzarri Joseph - Roston Chase - Jair McAllister - Sikandar Raza - Peter Hatzoglou - Bhanuka Rajapaksa - Roshon Primus - Jeavor Royal - Shadrack Descarte - Khary Pierre - Leonardo Julien - Matthew Forde - Kimani Melius - McKenny Clarke - Chris Sole - Sean Williams | - Kieron Pollard (K) - Andre Russell - Sunil Narine - Nicholas Pooran - Rilee Rossouw - Lorcan Tucker - Tim David - Akeal Hosein - Dwayne Bravo - Martin Guptill - Noor Ahmad - Tom Curran - Matheesha Pathirana - Jayden Seales - Mark Deyal - Chadwick Walton - Terrance Hinds - Kadeem Alleyne - Jaden Carmichael - Waqar Salamkhiel |

## Vorrunde
Tabelle
| Teams                       | Sp. | S | N | NR | P  | RR     |
| --------------------------- | --- | - | - | -- | -- | ------ |
| Guyana Amazon Warriors      | 10  | 8 | 1 | 1  | 17 | +1.725 |
| Trinbago Knight Riders      | 10  | 6 | 3 | 1  | 13 | +0.903 |
| St Lucia Kings              | 10  | 4 | 4 | 2  | 10 | +0.471 |
| Jamaica Tallawahs           | 10  | 4 | 5 | 1  | 9  | +0.788 |
| Barbados Royals             | 10  | 3 | 6 | 1  | 7  | −2.050 |
| St Kitts and Nevis Patriots | 10  | 1 | 7 | 2  | 4  | −2.020 |

Spiele
| 16. August Scorecard | Gros Islet | Jamaica Tallawahs 187 (20)            | – | St Lucia Kings 176-8 (20) |
|                      |            | Jamaica Tallawahs gewinnt mit 11 Runs |   |                           |

| 17. August Scorecard | Gros Islet | St Lucia Kings 201-6 (20)          | – | Barbados Royals 147 (20) |
|                      |            | St Lucia Kings gewinnt mit 54 Runs |   |                          |

| 19. August Scorecard | Gros Islet | Trinbago Knight Riders 19-1 (3) | – | St Kitts and Nevis Patriots |
|                      |            | No Result                       |   |                             |

| 19. August Scorecard | Gros Islet | Guyana Amazon Warriors 56-2 (5) | – | St Lucia Kings |
|                      |            | No Result                       |   |                |

| 20. August Scorecard | Gros Islet | Jamaica Tallawahs | – | Barbados Royals |
|                      |            | Abgesagt          |   |                 |

| 20. August Scorecard | Gros Islet | St Lucia Kings | – | St Kitts and Nevis Patriots |
|                      |            | Abgesagt       |   |                             |

| 23. August Scorecard | Basseterre | St Kitts and Nevis Patriots 156-9 (20)  | – | Jamaica Tallawahs 157-2 (16.3) |
|                      |            | Jamaica Tallawahs gewinnt mit 8 Wickets |   |                                |

| 24. August Scorecard | Basseterre | Guyana Amazon Warriors 197-7 (20)          | – | St Kitts and Nevis Patriots 132 (16.5) |
|                      |            | Guyana Amazon Warriors gewinnt mit 65 Runs |   |                                        |

| 26. August Scorecard | Basseterre | St Lucia Kings 167-5 (20)          | – | Trinbago Knight Riders 113 (14.5) |
|                      |            | St Lucia Kings gewinnt mit 54 Runs |   |                                   |

| 26. August Scorecard | Basseterre | St Kitts and Nevis Patriots 197-6 (20) | – | Barbados Royals 200-4 (18.3) |
|                      |            | Barbados Royals gewinnt mit 6 Wickets  |   |                              |

| 27. August Scorecard | Basseterre | Guyana Amazon Warriors 210-7 (20)          | – | Jamaica Tallawahs 176 (18.4) |
|                      |            | Guyana Amazon Warriors gewinnt mit 34 Runs |   |                              |

| 27. August Scorecard | Basseterre | St Kitts and Nevis Patriots 178-5 (20)       | – | Trinbago Knight Riders 180-4 (17.1) |
|                      |            | Trinbago Knight Riders gewinnt mit 6 Wickets |   |                                     |

| 30. August Scorecard | Bridgetown | Trinbago Knight Riders 194-5 (20)           | – | Barbados Royals 61 (12.1) |
|                      |            | Trinbago Knight Riders gewinnt mit 133 Runs |   |                           |

| 31. August Scorecard | Bridgetown | Jamaica Tallawahs 160-7 (20)          | – | Barbados Royals 161-4 (19) |
|                      |            | Barbados Royals gewinnt mit 6 Wickets |   |                            |

| 2. September Scorecard | Bridgetown | Guyana Amazon Warriors 186-6 (20)          | – | St Kitts and Nevis Patriots 88 (17.1) |
|                        |            | Guyana Amazon Warriors gewinnt mit 98 Runs |   |                                       |

| 2. September Scorecard | Bridgetown | St Lucia Kings 195-6 (20)          | – | Barbados Royals 105 (17.3) |
|                        |            | St Lucia Kings gewinnt mit 90 Runs |   |                            |

| 3. September Scorecard | Bridgetown | Trinbago Knight Riders 142-8 (20)         | – | Jamaica Tallawahs 140-7 (20) |
|                        |            | Trinbago Knight Riders gewinnt mit 2 Runs |   |                              |

| 3. September Scorecard | Bridgetown | St Kitts and Nevis Patriots 220-4 (20) | – | Barbados Royals 223-2 (18.1) |
|                        |            | Barbados Royals gewinnt mit 8 Wickets  |   |                              |

| 5. September Scorecard | Port of Spain | Trinbago Knight Riders 172-8 (20)            | – | Guyana Amazon Warriors 175-4 (19.1) |
|                        |               | Guyana Amazon Warriors gewinnt mit 6 Wickets |   |                                     |

| 6. September Scorecard | Port of Spain | Trinbago Knight Riders 208-6 (20)          | – | Barbados Royals 166-7 (20) |
|                        |               | Trinbago Knight Riders gewinnt mit 42 Runs |   |                            |

| 9. September Scorecard | San Fernando | St Lucia Kings 149-7 (20)                         | – | St Kitts and Nevis Patriots 150-6 (19.5) |
|                        |              | St Kitts and Nevis Patriots gewinnt mit 4 Wickets |   |                                          |

| 9. September Scorecard | San Fernando | Jamaica Tallawahs 154-8 (20)                 | – | Trinbago Knight Riders 155-3 (17.2) |
|                        |              | Trinbago Knight Riders gewinnt mit 7 Wickets |   |                                     |

| 10. September Scorecard | San Fernando | Guyana Amazon Warriors 181-9 (20)         | – | Barbados Royals 178-8 (20) |
|                         |              | Guyana Amazon Warriors gewinnt mit 3 Runs |   |                            |

| 10. September Scorecard | San Fernando | St Lucia Kings 167-3 (20)                    | – | Trinbago Knight Riders 169-3 (18.5) |
|                         |              | Trinbago Knight Riders gewinnt mit 7 Wickets |   |                                     |

| 13. September Scorecard | Georgetown | Jamaica Tallawahs 152-5 (20)                 | – | Guyana Amazon Warriors 155-3 (18.3) |
|                         |            | Guyana Amazon Warriors gewinnt mit 7 Wickets |   |                                     |

| 14. September Scorecard | Georgetown | Guyana Amazon Warriors 167-5 (20)    | – | St Lucia Kings 170-3 (17.3) |
|                         |            | St Lucia Kings gewinnt mit 7 Wickets |   |                             |

| 16. September Scorecard | Georgetown | Jamaica Tallawahs 178-7 (20)          | – | St Kitts and Nevis Patriots 119 (17.3) |
|                         |            | Jamaica Tallawahs gewinnt mit 59 Runs |   |                                        |

| 16. September Scorecard | Georgetown | Trinbago Knight Riders 176-8 (20)            | – | Guyana Amazon Warriors 177-4 (18.2) |
|                         |            | Guyana Amazon Warriors gewinnt mit 6 Wickets |   |                                     |

| 17. September Scorecard | Georgetown | Jamaica Tallawahs 201-5 (20)           | – | St Lucia Kings 79 (15) |
|                         |            | Jamaica Tallawahs gewinnt mit 122 Runs |   |                        |

| 17. September Scorecard | Georgetown | Guyana Amazon Warriors 226-7 (20)          | – | Barbados Royals 138-6 (20) |
|                         |            | Guyana Amazon Warriors gewinnt mit 88 Runs |   |                            |

## Playoffs

### Spiel A
| 19. September Scorecard | Georgetown | St Lucia Kings 125-9 (20)               | – | Jamaica Tallawahs 126-5 (17.2) |
|                         |            | Jamaica Tallawahs gewinnt mit 5 Wickets |   |                                |

### Spiel B
| 20. September Scorecard | Georgetown | Guyana Amazon Warriors 166-7 (20)            | – | Trinbago Knight Riders 167-3 (18.1) |
|                         |            | Trinbago Knight Riders gewinnt mit 7 Wickets |   |                                     |

### Spiel C
| 22. September Scorecard | Georgetown | Guyana Amazon Warriors 182-6 (20)          | – | Jamaica Tallawahs 101 (15.2) |
|                         |            | Guyana Amazon Warriors gewinnt mit 81 Runs |   |                              |

## Finale
| 24. September Scorecard | Georgetown | Trinbago Knight Riders 94 (18.1)             | – | Guyana Amazon Warriors 99-1 (14) |
|                         |            | Guyana Amazon Warriors gewinnt mit 9 Wickets |   |                                  |

## Statistiken
Die folgenden Cricketstatistiken wurden bei diesem Turnier erzielt.
| Twenty20         | Twenty20               | Twenty20 | Twenty20 | Twenty20 | Twenty20 | Twenty20 | Twenty20 | Twenty20 |
| Batting          | Batting                | Batting  | Batting  | Batting  | Batting  | Batting  | Batting  | Batting  |
| Spieler          | Mannschaft             | Spiele   | Innings  | Runs     | Average  | HS       | 100s     | 50s      |
| ---------------- | ---------------------- | -------- | -------- | -------- | -------- | -------- | -------- | -------- |
| Shai Hope        | Guyana Amazon Warriors | 13       | 12       | 481      | 53,44    | 106      | 1        | 4        |
| Saim Ayub        | Guyana Amazon Warriors | 13       | 13       | 478      | 43,45    | 85       | 0        | 4        |
| Imad Wasim       | Jamaica Tallawahs      | 11       | 10       | 313      | 39,12    | 63       | 0        | 2        |
| Nicholas Pooran  | Trinbago Knight Riders | 11       | 10       | 291      | 32,33    | 102*     | 1        | 2        |
| Brandon King     | Jamaica Tallawahs      | 10       | 10       | 288      | 28,80    | 81       | 0        | 3        |
| Bowling          |                        |          |          |          |          |          |          |          |
| Spieler          | Mannschaft             | Spiele   | Overs    | Wickets  | Average  | BBI      | 5W       | 10W      |
| Dwaine Pretorius | Guyana Amazon Warriors | 13       | 43.3     | 20       | 15,45    | 4/26     | 0        | 0        |
| Imran Tahir      | Guyana Amazon Warriors | 13       | 44.4     | 18       | 15,44    | 3/7      | 0        | 0        |
| Mohammad Amir    | Jamaica Tallawahs      | 10       | 32.0     | 16       | 13,75    | 4/19     | 0        | 0        |
| Jason Holder     | Barbados Royals        | 9        | 35.1     | 16       | 21,18    | 4/38     | 0        | 0        |
| Chris Green      | Jamaica Tallawahs      | 11       | 42.0     | 15       | 18,33    | 4/15     | 0        | 0        |
| Gudakesh Motie   | Guyana Amazon Warriors | 13       | 43.0     | 15       | 21,06    | 4/29     | 0        | 0        |